# Masasumi Kakizaki
Masasumi Kakizaki (柿崎 正澄 Kakizaki Masasumi?) es un mangaka japonés nacido en 1978 en Monbetsu, prefectura de Hokkaidō.

## Biografía
Kakizaki debuta como mangaka en marzo de 2001 con una historia corta titulada Two Tops. Poco después, en 2002, y con la colaboración de Kentaro Fumitsuki publicaría su primera serie, X-Gene.
En 2003 inicia con George Abe como guionista la serie que le daría a conocer como dibujante y que hasta día de hoy es considerada su mejor obra, Rainbow: Nisha Rokubō no Shichinin. En 2008 Rainbow quedó pausada, lo que permitió a Kakizaki la publicación de Kansen Rettō, tomo único que en 2009 recibió una adaptación en formato de película de imagen real dirigida por Takahisa Zeze.
Ya en 2010 se introduce en el género del horror con el tomo único de Hideout y en 2011 inicia sus obras más recientes, Bestiarius y Green Blood.
En mayo de 2016 visita España invitado al Expomanga de Madrid, y el siguiente año es uno de los invitados al Salón del Manga de Barcelona.

## Obras
- Two Tops (2001).
- X-Gene (2001-2002), en colaboración con Kentaro Fumitsuki.

Publicada en España por Milky Way Ediciones.
- Rainbow: Nisha Rokubō no Shichinin (2003-2010), en colaboración con George Abe.

Publicada en España por ECC Ediciones.
- Kansen Rettō (2008).
- Hideout (2010).

Publicado en Argentina por Ivrea
Publicada en España por Milky Way Ediciones.
Publicado en México por Panini Manga.
- Bestiarius (2011-2018).

Publicado en Argentina por Ivrea
Publicada en España por Milky Way Ediciones.
Publicado en México por Panini Manga.
- Green Blood (2011-2013).

Publicado en Argentina por Panini Manga
Publicada en España por Milky Way Ediciones.